# 巴利迪丁区
巴利迪丁区是索馬利亞的一個區，位於該國東北方的巴里州，距離博薩索約150公里。